# Lam Sơn, Bỉm Sơn
Lam Sơn là một phường thuộc thị xã Bỉm Sơn, tỉnh Thanh Hóa, Việt Nam.
Phường có diện tích 3,77 km², dân số năm 2002 là 8.652 người, mật độ dân số đạt 2.295 người/km².